# عبد الفتاح البزم
عبد الفتاح البِزِم (وُلد عام 1943) هو عالم مسلم سوري ومفتي دمشق.

## سيرته
حصل عبد الفتاح البزم على إجازة في اللغة العربية من جامعة دمشق عام 1970، وتابع دراسته العليا في في جامعة عين شمس بالقاهرة، في تخصُّص اللغة العربية (النحو العربي). ونال شهادة ماجستير في الشريعة، ثم دكتوراه في الفلسفة (العقيدة الإسلامية)، ودكتوراه أُخرى في علم الحديث، وكانت أطروحته بعنوان "ابن الجَزَري محدِّثًا".

## مشايخه
قرأ على نخبة من علماء دمشق منهم:
1. صالح فرفور
2. أديب الكلاس
3. عبد الرزاق الحلبي
4. محمود الرنكوسي
5. لطفي الفيومي

## وظائفه
بدأ عمله معلِّمًا في معهد الفتح الإسلامي بعد حصوله على الشهادة الثانوية، مدَّة ثمانية عشر عامًا، وبعد حصوله على الإجازة الجامعية عُيِّن مدرِّسًا للغة العربية عام 1972 لدى وِزارة التربية السورية في عدَّة محافظات. 
ثم اختاره الشيخ محمد صالح الفرفور مؤسس جمعية الفتح الإسلامي ومعهدها، مديرًا لمعهد الفتح الإسلامي منذ اثنين وعشرين عامًا، ثم صدر قرار وِزاري بذلك من وزير الأوقاف عام 1983. وانتدبته وِزارة التربية إلى وِزارة الأوقاف مدرِّسًا دينيًّا عام 1983، لدى إدارة الإفتاء العامِّ والتدريس الديني. 
وفي مطلع التسعينيات عُيِّن مديرًا للثانوية الشرعية للبنين بدمشق بقرار وِزاري، وصدر قرار من رئاسة مجلس الوزراء بتعيينه مفتيًا لمدينة دمشق 1993.

## وصلات خارجية
- عبد الفتاح البزم على موقع رابطة العلماء السوريين.